# Groupe Guicopres
Groupe Guicopres est un groupe industriel diversifié guinéen fondé en 2009 par Kerfalla Person Camara.

## Histoire
En 1998, Kerfalla Person Camara fonde le groupe Guicopres BTP. Elle a connu son véritable décollage en 2002. Avec plus de mille emplois directs et six cents entreprises sous traitantes. Elle constitue 60% du personnel du Groupe Guicopres.
En 2018, elle installe un siège à Keur-Gorgui (Dakar) pour couvrir la Gambie, la Guinée-Bissau et le Sénégal.

## Activités
Le groupe est structuré autour de quatre activités: la construction avec Guicopres BTP, réalisation des logements et infrastructures avec Kakande Immo, représentation commerciale et de la grande distribution avec Guico Multiservices International et import-export avec Nalou Transit.

## Implantation
Depuis 2010, elle est la principale financier de la fondation KPC pour l'humanitaire qui assiste les personnes les plus vulnérables.